# Santa Galla Antiqua
Santa Galla Antiqua ou Antiga igreja de Santa Gala era uma igreja de Roma, Itália, localizada no rione Ripa. Ficava via que ligava a piazza Montanara com a piazza della Boca della Verità e foi demolida entre 1928 e 1930 para permitir a abertura da via del Mare (atual via del Teatro Marcello). Era dedicada a Santa Gala.

## História
Segundo a tradição, foi construída sobre a casa da patrícia romana Gala, filha de Símaco, para abrigar uma imagem milagrosa de Nossa Senhora. Segundo Antonio Nibby:
| “ | É uma tradição piedosa que, neste lugar, estava antigamente a casa do pai de Santa Gala, matrona romana, filha Símaco, de status consular, cuja morte marcou os últimos do rei Teodorico: todos os dias, a santa exercia suas obras cristãs dando de comer para doze pobres e, por isso, segundo a lenda, apareceu-lhe a santa imagem da Virgem, que ainda hoje é venerada na igreja em Campitelli, para onde o papa Alexandre VII mandou levá-lo. Em homenagem a esta imagem, foi construído, neste mesmo local, uma igreja, para a qual Santa Gala deixou todas as suas posses quando se retirou para um mosteiro | ” |
|   | — Antonio Nibby. |   |

A igreja foi por muito tempo chamada de Santa Maria in Portico por causa do pórtico vizinho, possivelmente das ruínas da residência da fundadora, chamado na Idade Média de Porticus Gallatorum ("Pórtico de Gala"). O papa Gregório I, muito devoto de Santa Gala e da imagem venerada nesta igreja, elevou-a ao status de diaconia cardinalícia, a diaconia de Santa Maria no Pórtico de Otávia. O papa Gregório VII a reconstruiu e a reconsagrou em 8 de julho de 1073.
Em 1656, depois que uma terrível epidemia se abateu sobre Roma, muitos dos habitantes fizeram votos a Nossa Senhora de Santa Maria in Portico, motivo pelo qual depois se decidiu mudá-la para um lugar melhor. O papa Alexandre VII, no início do século XVII, decretou a transferência da imagem e do título cardinalício para a vizinha Santa Maria in Campitelli. Em paralelo, a antiga igreja de Santa Maria in Portico foi renomeada como Santa Galla e, ao lado, foi construído um hospício para os pobres (em italiano:  Ospizio di Santa Galla). A mudança se deu em 14 de janeiro de 1662. Logo depois, Santa Galla foi reconstruída às custas de Livio Odescalchi por Mattia de Rossi; os pobres foram depois transferidos para o Complesso monumentale di San Michele a Ripa Grande.
No interior se conservavam dois anjos em estuque adorando o Santíssimo Sacramento, obra de Gian Lorenzo Bernini, e modelo dos exemplares em metal que estão na Capela do Santíssimo da Basílica de São Pedro.

## Demolição
O complexo inteiro foi demolido por ordem de Mussolini, em 1928, para permitir o alargamento da via que tornar-se-ia uma das principais artérias do trânsito para os subúrbios de Roma, a Via del Mare. Os elementos remanescentes não afetados pelas obras da via foram removidos em 1935 e o local foi em seguida ocupado por um prédio de escritórios dos fascistas, o Palazzo dei Anagrafi (a igreja estava exatamente onde a está hoje sua porção mais alta). Como compensação, o governo italiano pagou pela construção da igreja de Santa Galla Nuova, no subúrbio de Garbatella (no quartiere Ostiense), considerada sua sucessora.

## Galeria

Imagens da igreja
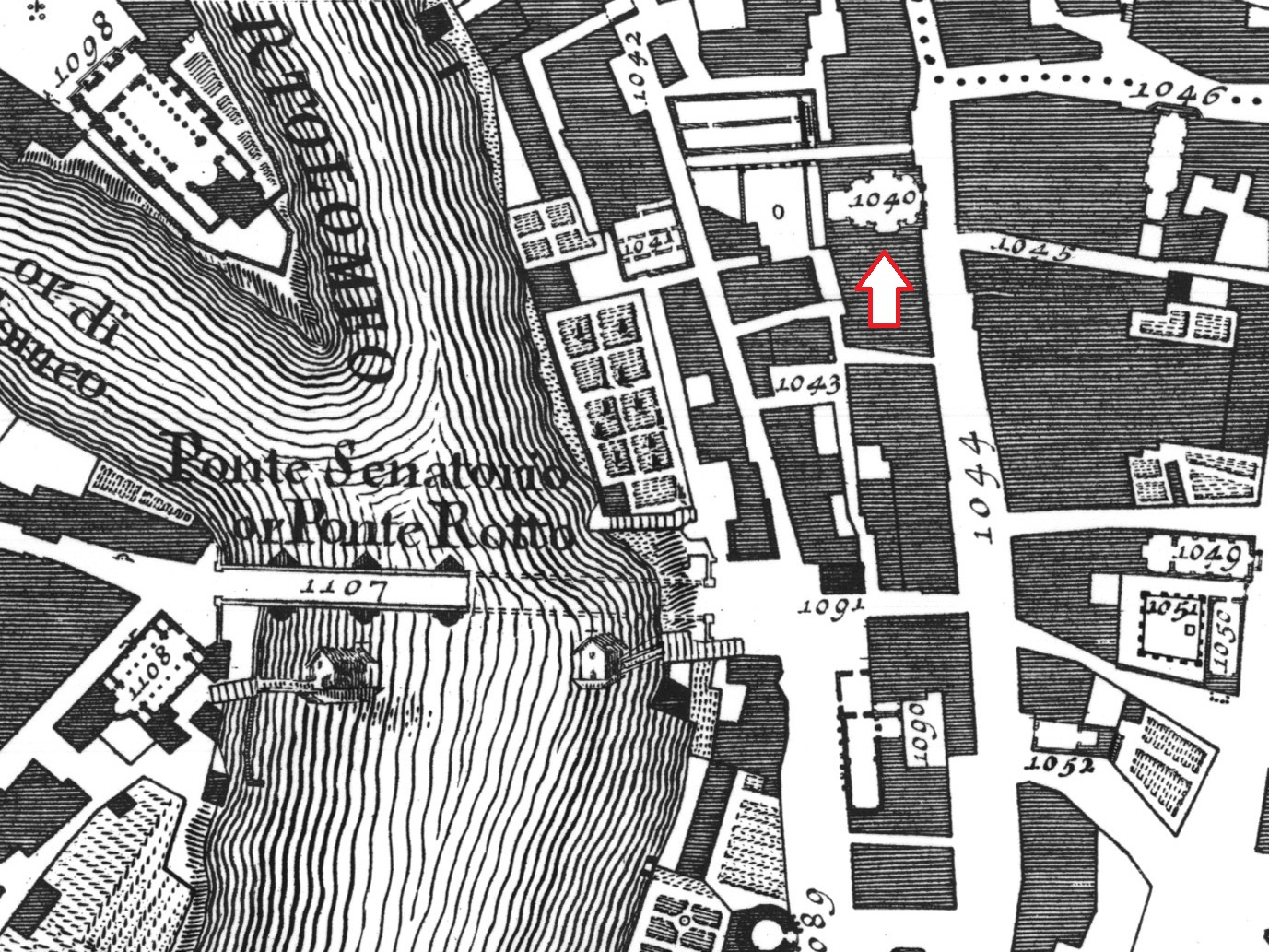
Posição da igreja no Mapa de Nolli (nº 1040)
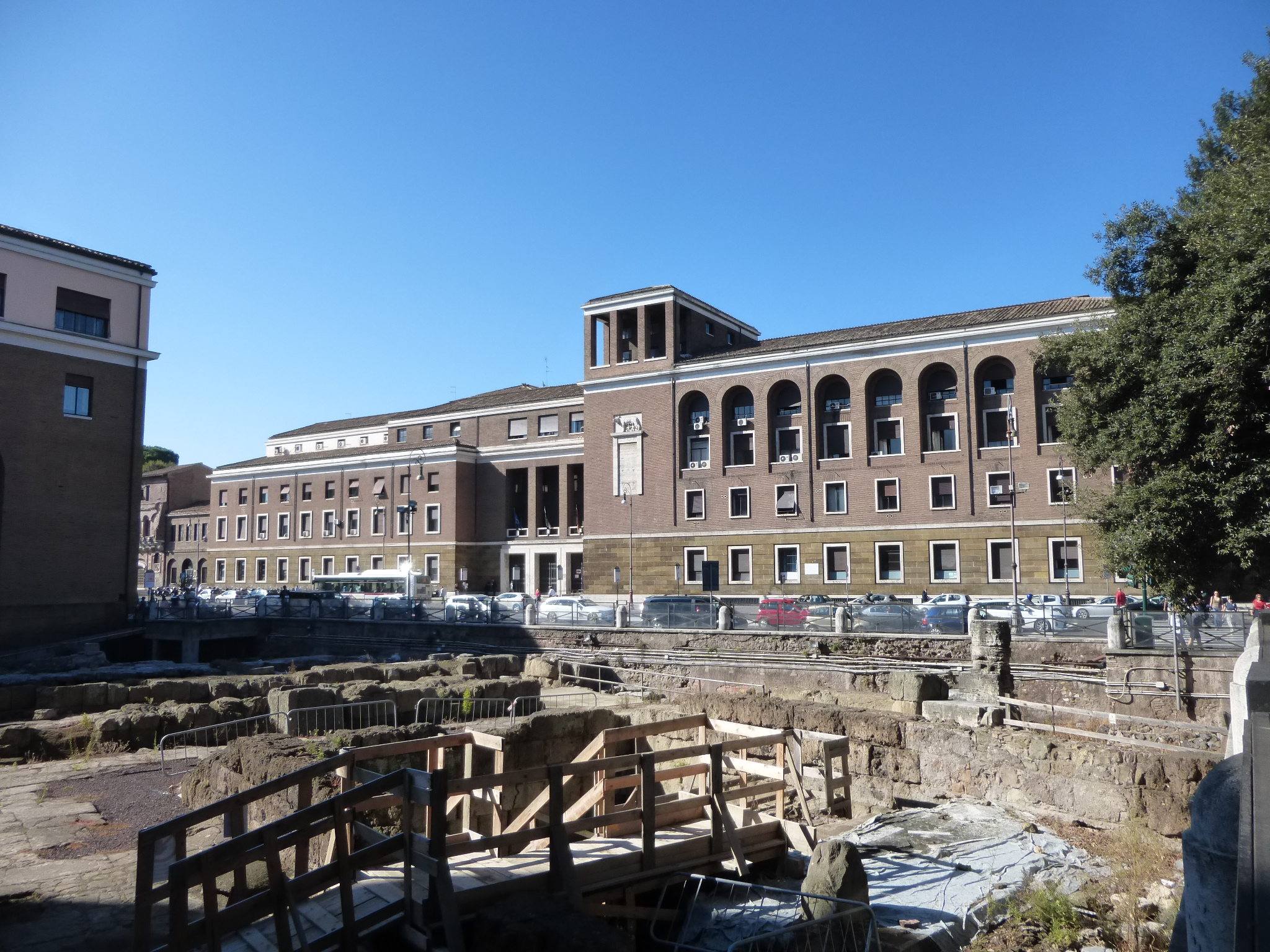
Santa Galla ficava exatamente onde a torre do Palazzo dell'Anagrafe, no fundo, está, na via Luigi Petroselli. A fachada vinha até onde hoje está o meio da rua e foi exatamente para alargá-la é que o complexo foi demolido. Em primeiro plano, a Área Sacra de Sant'Omobono. Compare com a gravura de Vasi mais acima.